# Synagoge (Baiersdorf)

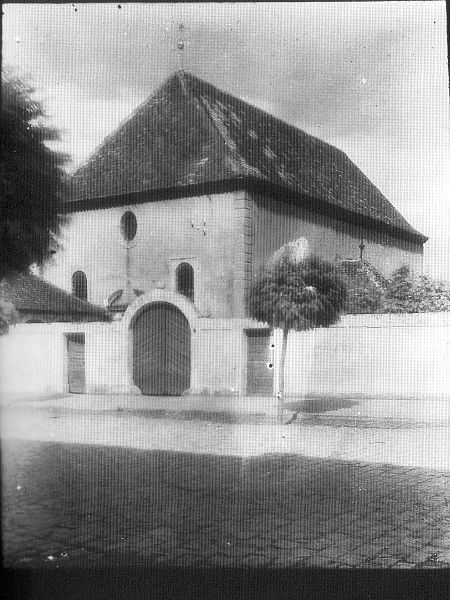
Ehemalige Synagoge in Baiersdorf (1927)

Die Synagoge in Baiersdorf, einer Stadt im mittelfränkischen Landkreis Erlangen-Höchstadt in Bayern, wurde 1711 errichtet und 1938 zerstört. Die Synagoge befand sich in der Judengasse.

## Geschichte
Der Bau wurde von dem Hoffaktor Samson Salomon finanziert, der auch den Bau der Synagoge in Bruck mit einem Kredit unterstützte. Am 14. September 1711, zum jüdischen Neujahrsfest 5472, fand die Einweihung statt. An den Stifter erinnerte eine Inschrift in der Vorhalle.  
Beim Novemberpogrom 1938 wurde die Synagoge demoliert und das gesamte Inventar zerstört. Die Synagoge wurde wenig später abgebrochen.  
Nach 1945 wurde das Grundstück mit einem Wohn- und Geschäftshaus bebaut. Im Jahr 1986 wurde eine Gedenktafel angebracht.